# Fuchs (Wappentier)

Steigender roter Fuchs: Wappen von Rennertshofen

Der Fuchs ist in der Heraldik ein Wappentier.

## Beschreibung
Sehr oft wird er in einer roten Farbe dem Original annähernd tingiert. Als gemeine Figur ist seine Darstellung im Wappen nicht so klassisch, wie es bei der großen Anzahl der Wappentiere üblich ist. Der Fuchs wird stehend oder laufend, der Jäger würde ihn als schnürend beschreiben, dargestellt. Sitzend ist ebenfalls eine verbreitete Darstellung. Das Wappen von Frick zeigt ihn springend. Der Schwanz (Rute) wird besonders buschig gezeigt und in einigen Abbildungen die Spitze als geweißt. Die am häufigsten dargestellte Farbe des Fuchses ist Rot, doch wir finden ihn auch in Weiß, Schwarz, Gold, Silber, ja sogar Blau, Gelb und Grün.
Abweichende Farbgebung der Bewehrung ist nicht gebräuchlich. Dem Fuchs wird auch manchmal zur Zier etwas in die Schnauze gesteckt, wie z. B. eine Weintraube, die er im Wappen des Thüringer Uradelsgeschlechts von Jena im Fang trägt.
In der Visier-Ansicht zeigt der Fuchs die ihm nachgesagte Schläue und Listigkeit.
Der Fuchs hat viele andere Namen. Das reicht von Voß in der niederdeutschen Sprache als Wort für Fuchs bis zum Fabelnamen Reinicke. Das Wappen des Bezirks Reinickendorf in Berlin ist redend mit Reinicke oder das Wappen von Voßwinkel, einem Stadtteil von Arnsberg, mit Voß. „Geredet“ wird auch in Vohburg an der Donau; der Fuchs leitet sich im Ortsnamen vom althochdeutschen foha ab. In Vohenstrauß ist es ähnlich, hier handelt es sich um eine vohe, Füchsin.
Das Adelsgeschlecht Cimburg hatten als Familie (Jarosch von Fuchsberg, 1237–1271) ein gemeinsames Erkennungszeichen. Es war ein laufender Fuchs auf ihren Helmen. Das sollte nicht nur die mögliche Verwandtschaft, sondern die Abstammung von den Ctiborern zu zeigen. Das könnte ein früher Nachweis im Oberwappen sein.

Wappen der fränkischen Ministerialen Fuchs
Wappen derer von Jena (1903)
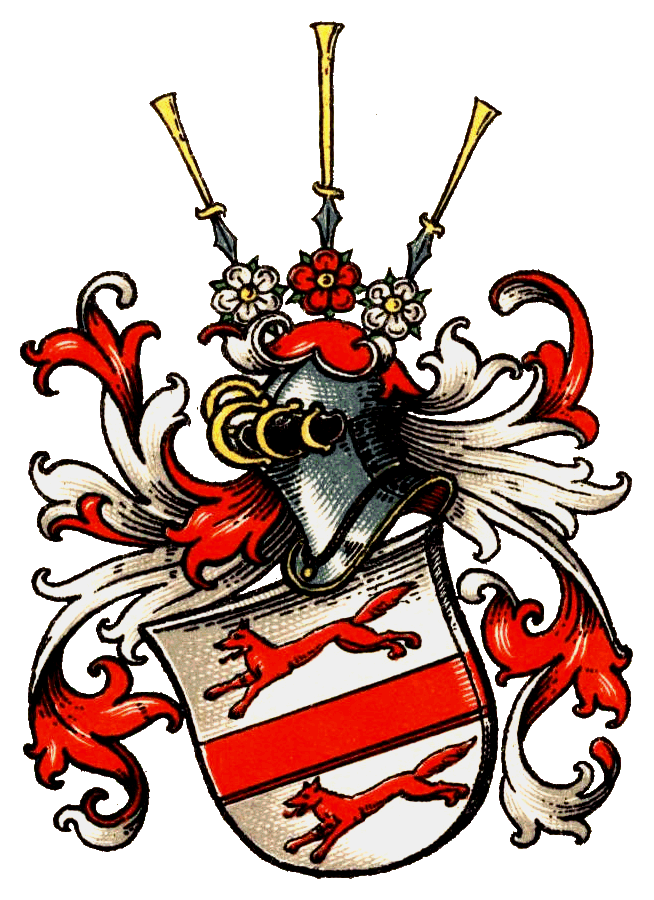
Wappen derer von Kleist
Wappen von Abtswind
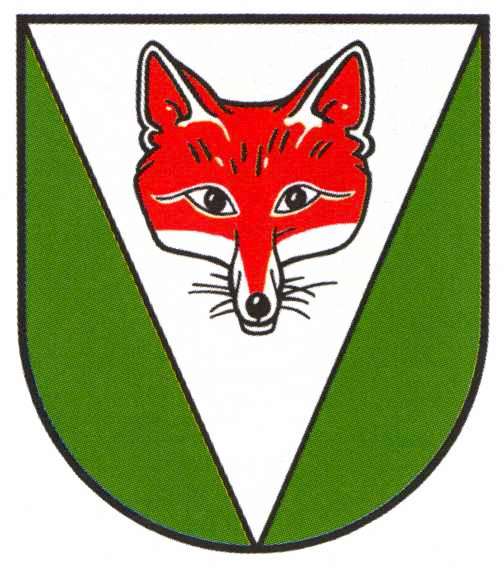
Fuchs im Wappen von Gifhorn-Winkel
Wappen des Bezirks Berlin-Reinickendorf
Wappen von Saransk
in Feld 2 und 3 des Treuchtlinger Wappens
Fuchs im Wappen von Vohburg an der Donau
Füchsin (Fähe) im Wappen von Vohenstrauß
Fuchs im Wappen von Fuchsstadt
Fuchs mit Hahnenschwanz im Wappen derer von Leipzig